# توم جيلمور (لاعب هوكي الجليد)
توم جيلمور هو لاعب هوكي الجليد كندي، ولد في 14 مايو 1948 في فلين فلون في كندا.

## وصلات خارجية
- توم جيلمور على موقع EliteProspects.com (الإنجليزية)
- توم جيلمور على موقع HockeyDB.com (الإنجليزية)
- توم جيلمور على موقع Hockey-Reference.com (الإنجليزية)